# Волта (река)
Во́лта (бел. Во́лта) — река в Миорском районе Витебской области Белоруссии, левый приток реки Западная Двина.
Длина реки — 32 км, площадь водосборного бассейна — 207 км². Расход воды в устье — 1,5 м³/с. Уклон реки — 1,3 м/км.
Берёт исток недалеко от Белого озера, с которым соединено каналами, протекает по западной части Полоцкой низменности (в верховье водосбор в пределах ландшафтного заказника республиканского значения Ельня), устье находится в 2 км к северо-западу от деревни Путиново.

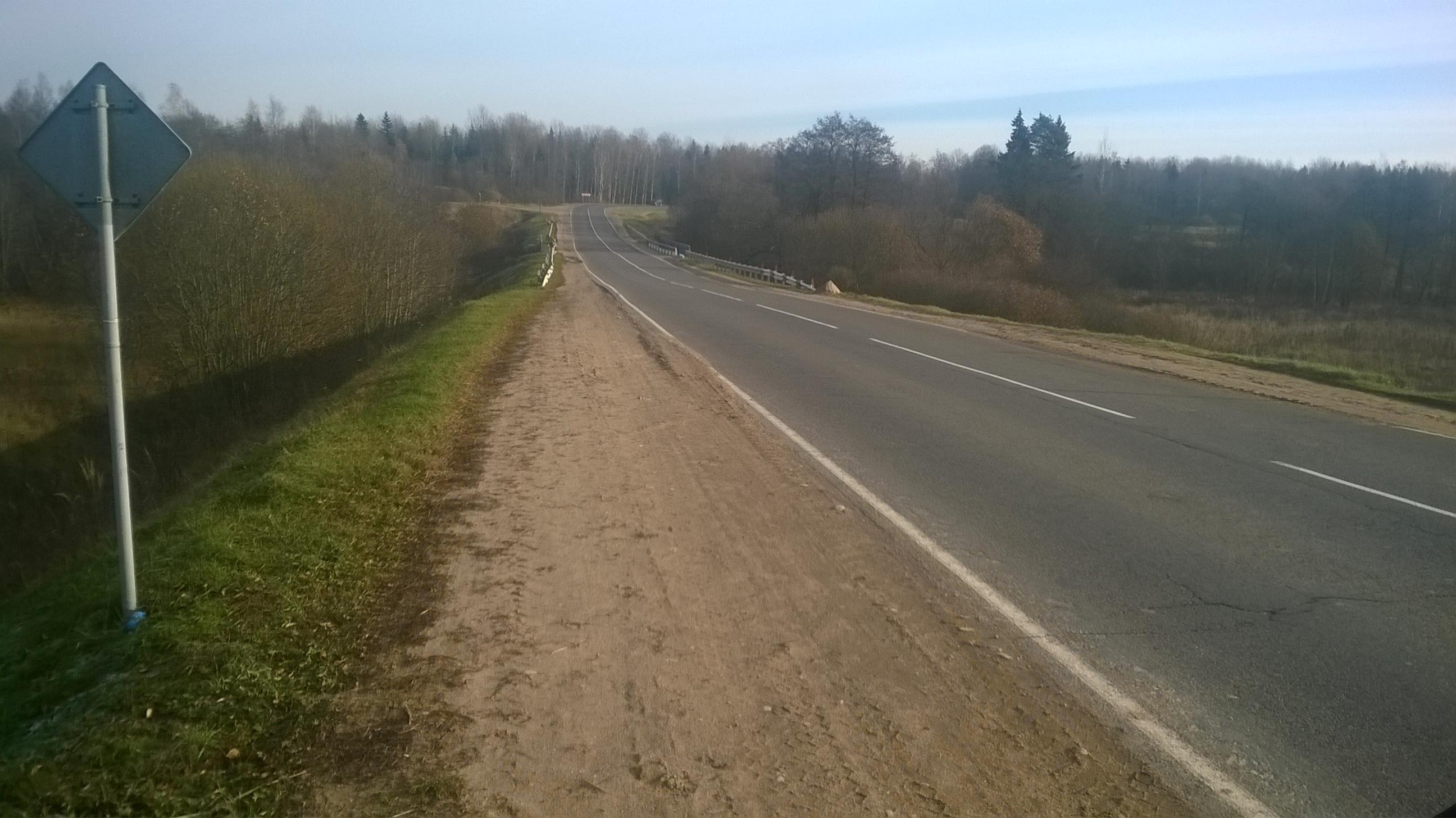
Дорога, проходящая по мосту через Волту.

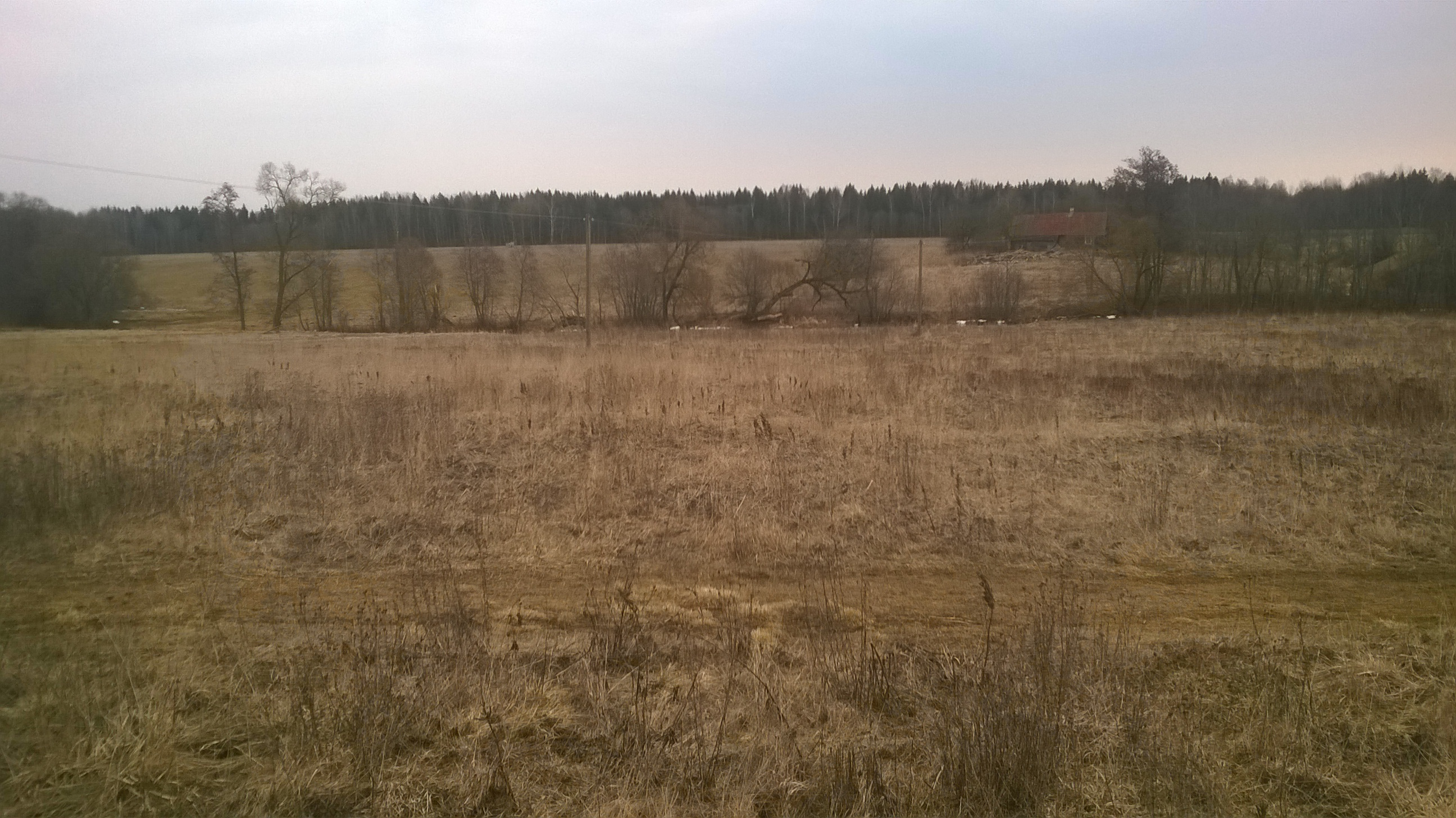
Пойма реки Волта у деревни Малая Ковалевщина

Долина трапециевидная, ширина 200—500 м, в верхней части невыраженная. Пойма имеет ширину 100—150 м, в верховьях сливается с прилегающей местностью, в среднем и нижнем течении прерывистая. Берега высотой до 3 м, под кустарником. В верхнем течении русло канализировано. На весенний период приходится около 60 % годового стока. Лесистость территории — 22 %, преобладают хвойные и смешанные леса.